# Leonardo Sánchez
Leonardo Agustín Sánchez (La Plata, Provincia de Buenos Aires, Argentina; 2 de agosto de 1986) es un exfutbolista argentino. Jugaba como marcador central y su primer equipo fue Estudiantes de La Plata. Su último club antes de retirarse fue Douglas Haig de Pergamino. Pie hábil Izquierda 

## Clubes
| Club                      | País      | Año       |
| ------------------------- | --------- | --------- |
| Estudiantes de La Plata   | Argentina | 2006-2008 |
| San Martín de San Juan    | Argentina | 2008-2010 |
| Chacarita Juniors         | Argentina | 2010-2011 |
| Independiente Rivadavia   | Argentina | 2011-2012 |
| Instituto de Córdoba      | Argentina | 2012-2013 |
| Argentinos Juniors        | Argentina | 2013      |
| Unión de Santa Fe         | Argentina | 2014-2015 |
| FC Zürich                 | Suiza     | 2016      |
| Unión de Santa Fe         | Argentina | 2016-2018 |
| Aldosivi de Mar del Plata | Argentina | 2018-2019 |
| Douglas Haig de Pergamino | Argentina | 2020      |

### Estadísticas
- Actualizado al final de su carrera deportiva

| Club                         | Div.                | Temporada           | Liga | Liga | Copa Nacional | Copa Nacional | Copa Internacional | Copa Internacional | Total | Total |
| Club                         | Div.                | Temporada           | PJ   | G    | PJ            | G             | PJ                 | G                  | PJ    | G     |
| ---------------------------- | ------------------- | ------------------- | ---- | ---- | ------------- | ------------- | ------------------ | ------------------ | ----- | ----- |
| Estudiantes (LP) Argentina   |                     |                     |      |      |               |               |                    |                    |       |       |
| 1.ª                          | 2005/06             | 1                   | 0    | -    | -             | -             | -                  | 1                  | 0     |       |
| 1.ª                          | 2006/07             | 0                   | 0    | -    | -             | -             | -                  | 0                  | 0     |       |
| 1.ª                          | 2007/08             | 3                   | 0    | -    | -             | 1             | 0                  | 4                  | 0     |       |
| Total                        | Total               | 4                   | 0    | -    | -             | 1             | 0                  | 5                  | 0     |       |
| San Martín (SJ) Argentina    |                     |                     |      |      |               |               |                    |                    |       |       |
| 2.ª                          | 2008/09             | 30                  | 2    | -    | -             | -             | -                  | 30                 | 2     |       |
| 2.ª                          | 2009/10             | 37                  | 2    | -    | -             | -             | -                  | 37                 | 2     |       |
| Total                        | Total               | 67                  | 4    | -    | -             | -             | -                  | 67                 | 4     |       |
| Chacarita Argentina          |                     |                     |      |      |               |               |                    |                    |       |       |
| 2.ª                          | 2010/11             | 35                  | 1    | -    | -             | -             | -                  | 35                 | 1     |       |
| Total                        | Total               | 35                  | 1    | -    | -             | -             | -                  | 35                 | 1     |       |
| Independiente (M) Argentina  |                     |                     |      |      |               |               |                    |                    |       |       |
| 2.ª                          | 2011/12             | 25                  | 0    | 1    | 0             | -             | -                  | 26                 | 0     |       |
| Total                        | Total               | 25                  | 0    | 1    | 0             | -             | -                  | 26                 | 0     |       |
| Instituto Argentina          |                     |                     |      |      |               |               |                    |                    |       |       |
| 2.ª                          | 2012/13             | 19                  | 0    | 1    | 0             | -             | -                  | 20                 | 0     |       |
| Total                        | Total               | 19                  | 0    | 1    | 0             | -             | -                  | 20                 | 0     |       |
| Argentinos Juniors Argentina |                     |                     |      |      |               |               |                    |                    |       |       |
| 1.ª                          | 2013/14             | 5                   | 0    | -    | -             | -             | -                  | 5                  | 0     |       |
| Total                        | Total               | 5                   | 0    | -    | -             | -             | -                  | 5                  | 0     |       |
| Unión Argentina              |                     |                     |      |      |               |               |                    |                    |       |       |
| 2.ª                          | 2013/14             | 20                  | 2    | 0    | 0             | -             | -                  | 20                 | 2     |       |
| 2.ª                          | 2014                | 19                  | 2    | -    | -             | -             | -                  | 19                 | 2     |       |
| 1.ª                          | 2015                | 23                  | 2    | 2    | 0             | -             | -                  | 25                 | 2     |       |
| 1.ª                          | 2016/17             | 23                  | 2    | 3    | 0             | -             | -                  | 26                 | 2     |       |
| 1.ª                          | 2017/18             | 1                   | 0    | 0    | 0             | -             | -                  | 1                  | 0     |       |
| Total                        | Total               | 86                  | 8    | 5    | 0             | -             | -                  | 91                 | 8     |       |
| FC Zürich · Suiza            |                     |                     |      |      |               |               |                    |                    |       |       |
| 1.ª                          | 2015/16             | 11                  | 0    | 1    | 0             | -             | -                  | 12                 | 0     |       |
| Total                        | Total               | 11                  | 0    | 1    | 0             | -             | -                  | 12                 | 0     |       |
| Aldosivi Argentina           |                     |                     |      |      |               |               |                    |                    |       |       |
| 1.ª                          | 2018/19             | 4                   | 0    | 0    | 0             | -             | -                  | 4                  | 0     |       |
| Total                        | Total               | 4                   | 0    | 0    | 0             | -             | -                  | 4                  | 0     |       |
| Douglas Haig Argentina       |                     |                     |      |      |               |               |                    |                    |       |       |
| 3.ª                          | 2019/20             | 5                   | 0    | 1    | 0             | -             | -                  | 6                  | 0     |       |
| Total                        | Total               | 5                   | 0    | 1    | 0             | -             | -                  | 6                  | 0     |       |
| Total en su carrera          | Total en su carrera | Total en su carrera | 261  | 13   | 9             | 0             | 1                  | 0                  | 271   | 13    |

## Palmarés

### Campeonatos nacionales
| Título          | Club                    | País      | Año  |
| --------------- | ----------------------- | --------- | ---- |
| Torneo Apertura | Estudiantes de La Plata | Argentina | 2006 |
| Copa Suiza      | FC Zürich               | Suiza     | 2016 |

### Otros logros
| Título                     | Club              | País      | Año  |
| -------------------------- | ----------------- | --------- | ---- |
| Ascenso a Primera División | Unión de Santa Fe | Argentina | 2014 |